# Señorita
Señorita (Slečna) je čtvrtý singl Justina Timberlakea z jeho debutové desky Justified. Píseň vyšla v roce 2003 a její produkci měli na starosti The Neptunes.
Největší úspěch singl zaznamenal v Polsku, kde se na čas usadil na špici žebříčku. V USA se Señorita dostala nejvýše na 27. místo.
Základní hudební linka písně je inspirována písní Thriller od Michaela Jacksona.
Během americké show Saturday Night Live zazpíval právě tuto píseň, ale ačkoli měl před sebou klávesy, zvuk písně zněl z playbacku, čímž později v show Timberlake prohlásil, že si připadal jak loutka.
Píseň zazpíval i během udílení cen Grammy Award v roce 2004, tentokrát naživo a dokonce s jazzovým orchestrem.

## Umístění ve světě
| Hitparáda      | Umístění |
| -------------- | -------- |
| Polsko         | 1        |
| Velká Británie | 13       |
| USA            | 27       |
| Austrálie      | 6        |
| Švýcarsko      | 43       |
| Německo        | 53       |
| Irsko          | 15       |
| Nizozemsko     | 26       |
| Rakousko       | 61       |
| Itálie         | 37       |
| Nový Zéland    | 4        |
| Evropa         | 41       |
| Svět           | 6        |

## Úryvek textu
Señorita I feel for you
You deal with things that you don’t have to
He doesn’t love you I can tell by his charm
But you can feel this real love if you just lay in my